# Oljeslageri

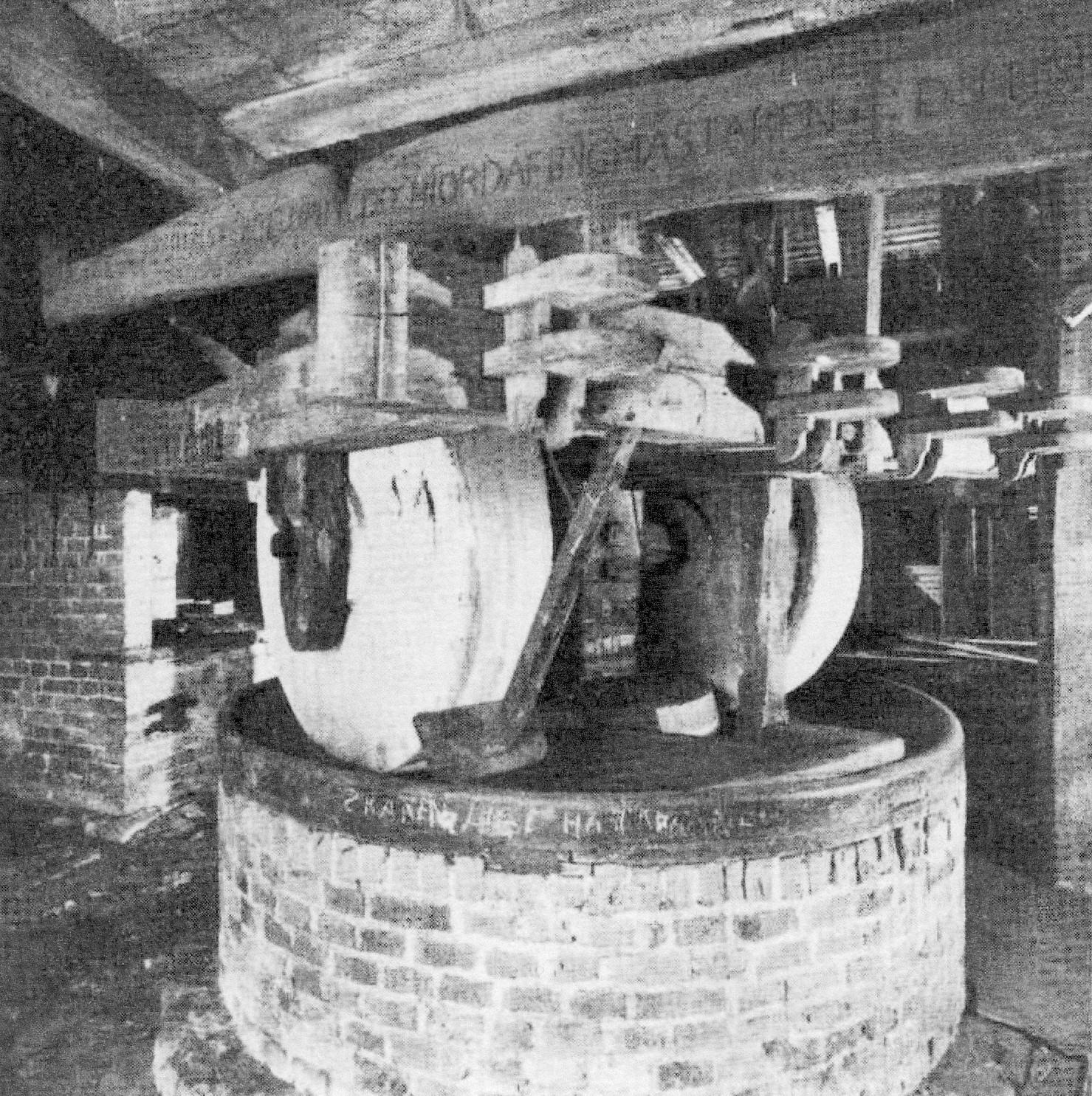
Waldemarsuddes oljekvarn med malverket (kollergången) på 1950-talet.

Ett oljeslageri eller en oljekvarn är en fabrik för utvinning av vegetabilisk olja. Där används kvarnar och stampverk för att krossa frön och dylikt som innehåller olja och som utgör råmaterialet. Benämningen oljeslageri kommer från den uråldriga metod för pressning av olja ur linfrö,
nämligen att pressar trycktes samman genom inslagning av kilar.
Tidigare och senare utfördes motsvarande operationer med hjälp av valsstolar, kollergångar och dylikt. Oljan pressades ut ur det krossade materialet med hjälp av hydrauliska pressar. I Stockholm finns Waldemarsuddes oljekvarn, en bevarad oljekvarn från 1700-talet.